# Franziska Lenz-Gerharz

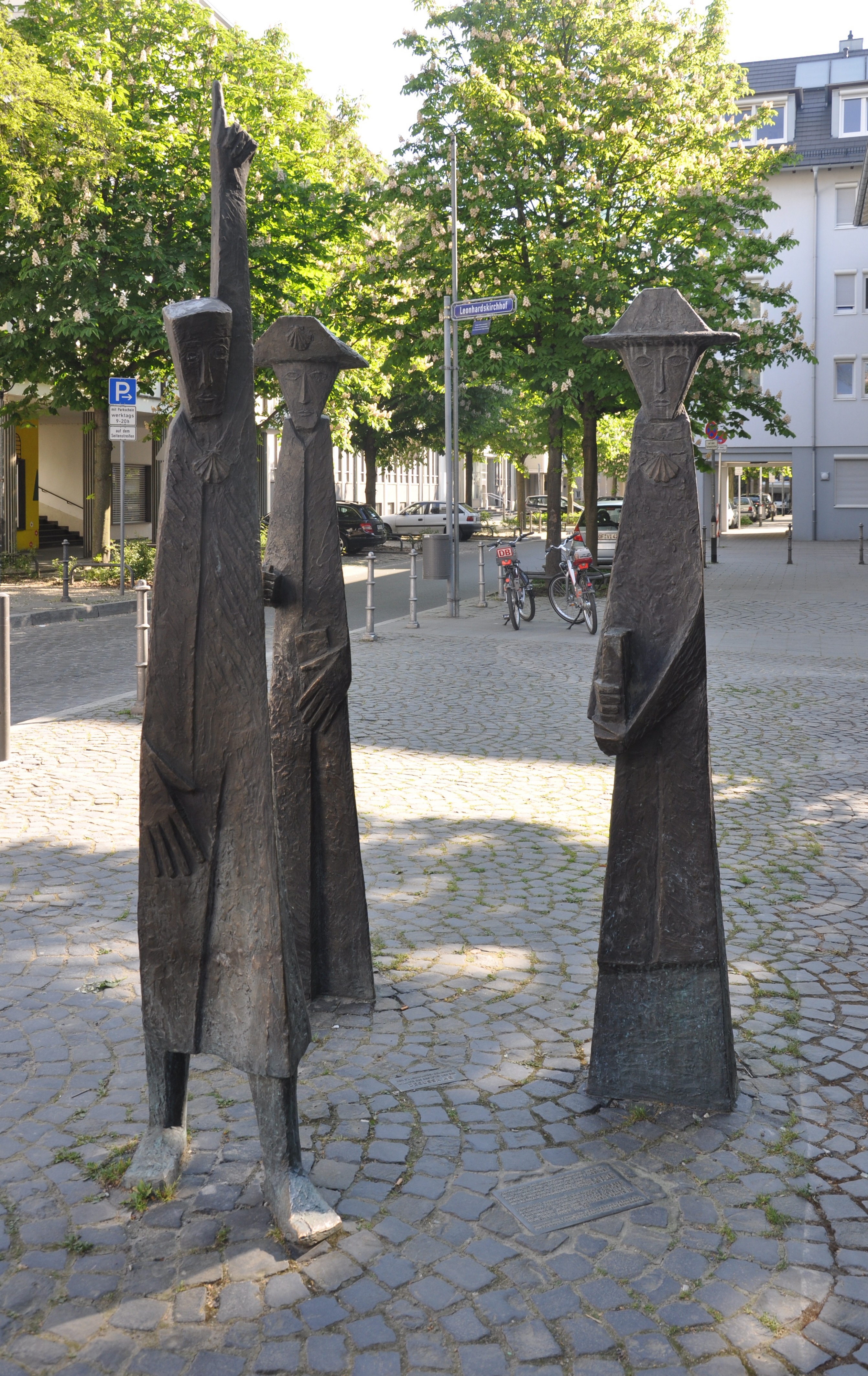
Franziska Lenz-Gerharz: Drei Pilger vor der Leonhardskirche in Frankfurt am Main, Bronze, 1990

Franziska Lenz-Gerharz (* 16. Februar 1922 in Ransbach; † 7. Juli 2010 in Frankfurt am Main) war Bildhauerin und freischaffende Künstlerin aus Frankfurt. Sie war mit dem CDU-Politiker und Rechtsanwalt Helmut Lenz verheiratet.

## Ausbildung und Beruf

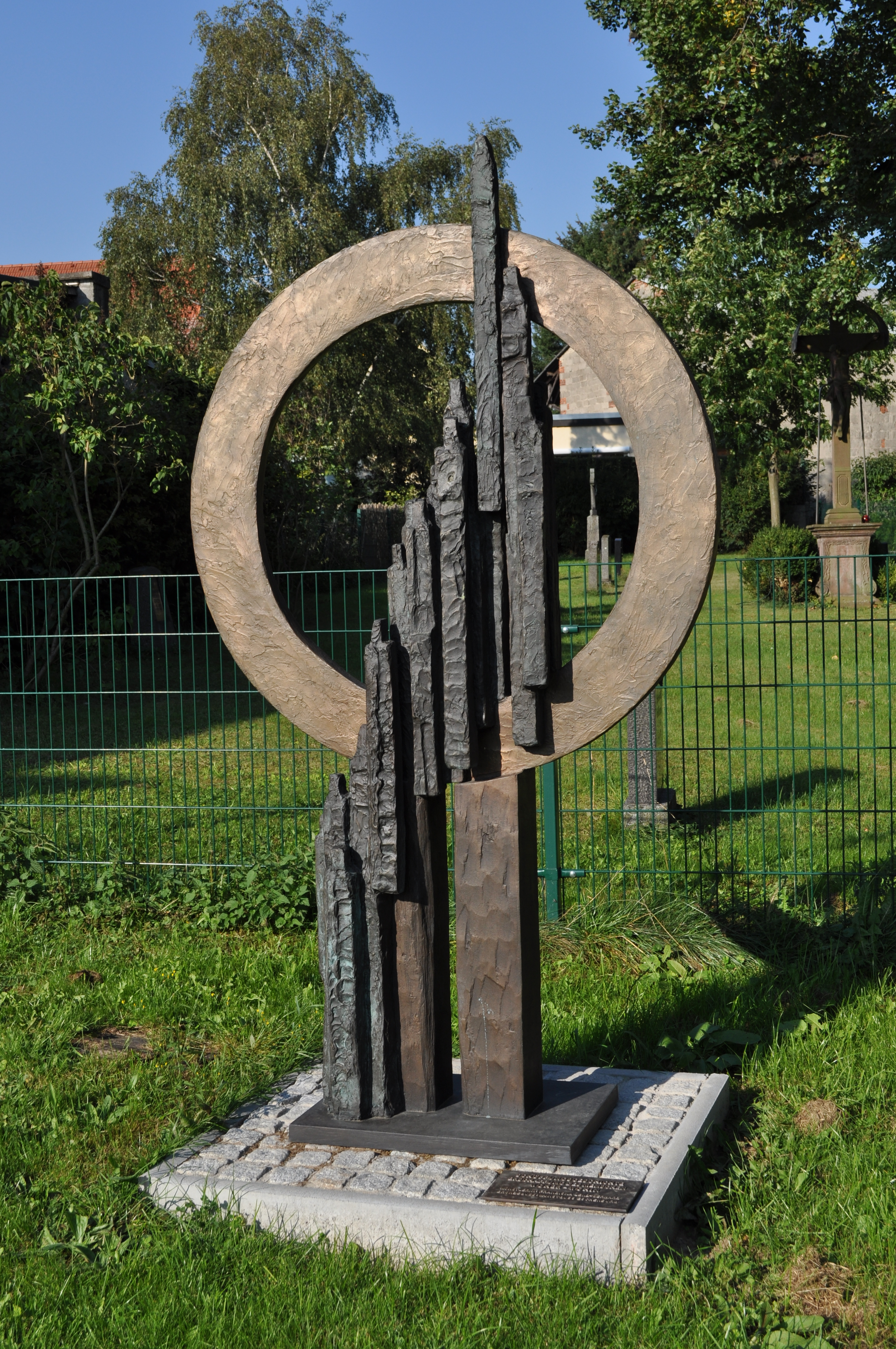
Kunstwerk Schöpfungsgeschichte in Burgholzhausen

Franziska Lenz-Gerharz stammt aus einer alten Westerwälder Töpferfamilie, die seit 1651 salzglasiertes Steinzeug herstellt. Der Familientradition folgend, erlernte sie das Töpferhandwerk. Nach dem Ablegen der Meisterprüfung 1947 an der Ingenieurschule für Keramik in Höhr-Grenzhausen unterrichtete Lenz-Gerharz dort das Fach Keramik. Im Anschluss studierte sie 1948–1951 Bildhauerei an der Akademie der Bildenden Künste in Karlsruhe sowie in Paris und München.
Sie war in Frankfurt als freischaffende Künstlerin und Bildhauerin tätig.

## Werke

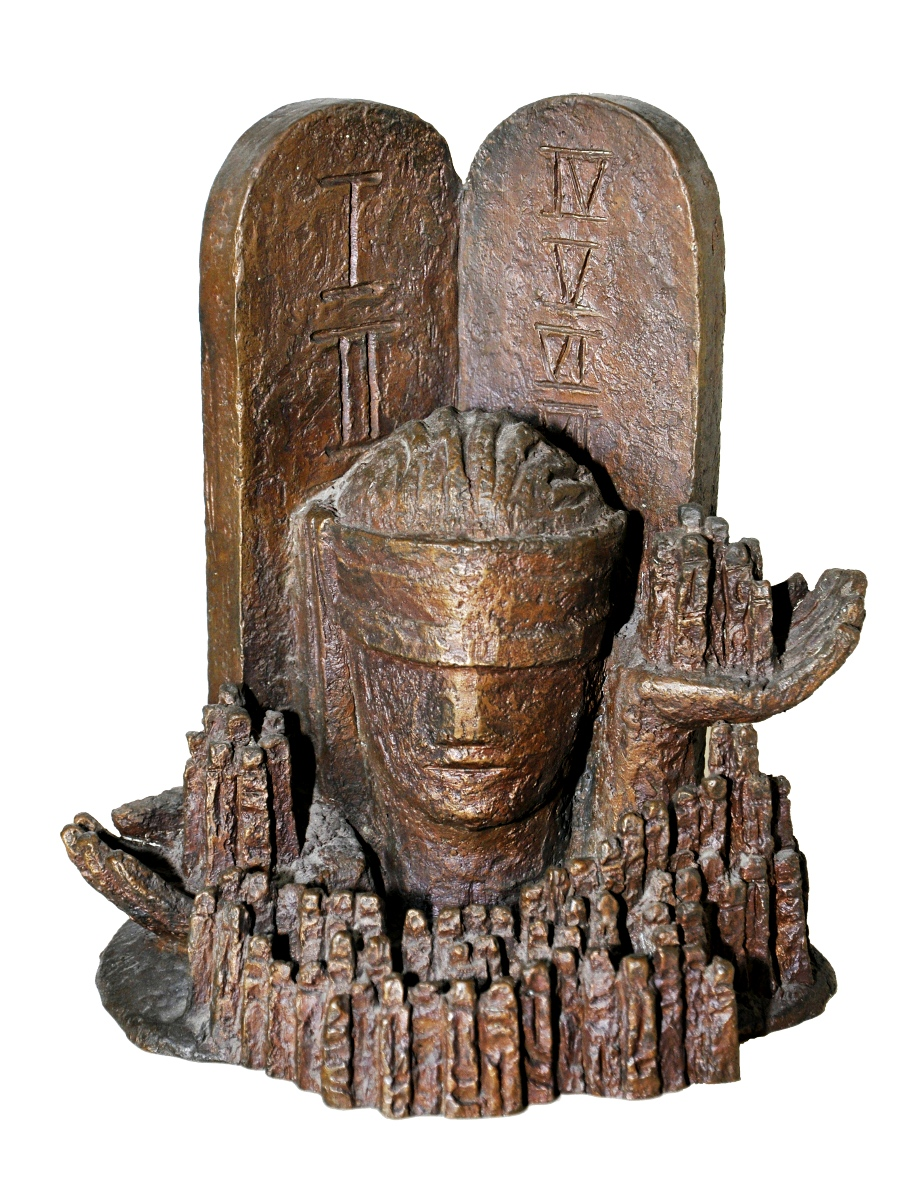
Franziska Lenz-Gerharz: Justitia, 1986, 21 × 19 × 15 cm, Bronze.

Lenz-Gerharz' Arbeiten umfassen ein breites künstlerisches Spektrum sowohl an verwendeten Materialien als auch in Bezug auf die dargestellten Motive. Sie reichen von Motiven für Gebrauchskeramik für die elterliche Töpferei Gerharz und Manns über Steinzugplatten und Keramikplastiken bis hin zu Skulpturen aus Bronze. Ihre Arbeiten sind in Kirchen, Verwaltungsgebäuden und auf öffentlichen Plätzen innerhalb der ganzen Bundesrepublik zu finden. Etliche weitere Werke befinden sich heute in Privatbesitz.
Ein Schwerpunkt ihrer Arbeiten weist einen christlichen Bezug auf. In vielen Kirchen sind Plastiken von Lenz-Gerharz zu finden, darunter seien neben vielen weiteren hier nur zwei Skulpturen mit dem Namen Schutzmantel-Madonna (Altenberger Dom 1953, Berlin-Charlottenburg, St. Canisius 1977, beim Brand der Kirche 1995 zerstört) erwähnt, weiterhin Hl. Michael (Königstein-Mammolshain, Kath. Kirche, 1973) und Pieta (Frankfurt, St. Anna, 1979). Dieser religiöse Schwerpunkt wird auch anhand zahlreicher kleinerer, nicht primär für die Aufstellung in Kirchengebäuden konzipierter Plastiken wie Apokalypse (1966), Auferstehung (1980) und Pilgerfahrt (1988) deutlich.
Die bekanntesten Skulpturen von Lenz-Gerharz im Frankfurter Stadtgebiet sind sicherlich der Struwwelpeter-Brunnen (1985) an der Hauptwache und die Skulptur Drei Pilger (1990) an der Leonhardskirche.
Ihre Werke wurden in zahlreichen Ausstellungen präsentiert, u. a. in Frankfurt (erstmals 1960), Köln (1962), Fulda (1974), Koblenz (1977), Berlin (1977), Goslar (1979), Bad Hersfeld (1987) und Limburg (1992).

## Ehrungen
Franziska Lenz-Gerharz wurde 1996 mit dem Frankfurter Friedrich-Stoltze-Preis geehrt.